# 水利委員會
水利委員會（荷蘭語：waterschap, hoogheemraadschap；法蘭德斯以及法國北部：watringue；法國其餘地區：agence de l'eau）是一種區域水利組織，其功能因國情不同而異，大抵包含了洪峰控制、水源管理、水力發電暨經濟用途，以及水量供給等功能。以下是各國運行的狀況：

## 荷蘭
荷蘭行政區劃分成三種，分別為：荷蘭行省、荷蘭基礎政權，其中因為荷蘭地理全境低於海平面之故，故設有水利委員會此一單位。

## 菲律賓
國家水利委員會(英文：National Water Resources Board，簡稱：NWRB)於1976年依據「國家水利法」而設立，職責在於協調水資源運用的相關政策。

## 南非
水利委員會在南非水利部門扮演重要的關鍵角色，其負責運作水壩、水量供給的基礎設施，以及一些零星的基礎建設和廢水處理系統，也有提供機器的技術協助，基於其扮演水壩管理的地位，因此是個重要的水資源管理角色，水利委員會直接向水利暨森林部負責。

## 英國
由水渠管理協會扮演水利委員會的角色。

## 美國
由飲水供應區扮演水利委員會的角色。

### 明尼蘇達州
在明尼蘇達州的水利管理機構為集水行政區。